# سويندون تاون
نادي سويندون تاون لكرة القدم (بالإنكليزية: Swindon Town Football Club) هو نادي كرة قدم إنجليزي يشارك في دوري الدرجة الثانية، لعب له العديد من المشاهير مثل شاي غيفن وجيمس ميلنر والعديد غيرهم .